# Кривошеев, Евгений Александрович
Евгений Александрович Кривошеев (1932—2006) — учёный в области разработки, наладки и внедрения вычислительных систем, лауреат Государственных премий СССР (1980) и РФ (1997).
В 1957 году окончил МЭИ.
Всю жизнь работал в Институте точной механики и вычислительной техники (ИТМ и ВТ) Академии наук СССР (РАН), последняя должность — главный научный сотрудник.
В 1970 году возглавил лабораторию специализированных вычислительных комплексов, которая в 1984 г. была преобразована в отделение Специализированных вычислительных комплексов.
Разработчик первых советских ЭВМ. Главный конструктор ЦВК 40У6 для системы противовоздушной обороны С-300П.
Доктор технических наук.
Государственная премия СССР 1980 года — за участие в создании ЭВМ 5Э26.
Государственная премия РФ 1997 года.